# کامیلا کامینسکا
کامیلا کامینسکا (لهستانی: Kamila Kamińska؛ زادهٔ ۳۱ دسامبر ۱۹۸۸) بازیگر اهل لهستان است.
از فیلم‌ها یا مجموعه‌های تلویزیونی که وی در آن‌ها نقش داشته‌است، می‌توان به کمیسر ماما، نامه به بابا نوئل ۳، درهم‌شکستن محدودیت‌ها، هتل ۵۲، ع چون عشق، بلفر، پدر متیو، تشخیص و رنگ‌های خوشبختی اشاره نمود.